# Isola Bousquet
L'isola Bousquet (in inglese Bousquet Island) è una piccola isola antartica facente parte dell'arcipelago Windmill.
Localizzata ad una latitudine di 66° 25' sud e ad una longitudine di 110°41' est, l'isola è lunga poco più di mezzo chilometro e si trova immediatamente ad est dell'Isola Herring. La zona è stata mappata per la prima volta mediante ricognizione aerea durante l'operazione Highjump e l'operazione Windmill, negli anni 1947-1948. È stata intitolata dalla US-ACAN ad Edward A. Bousquet, ufficiale della US Navy facente parte del team della stazione Wilkes del 1957.